# Cardenio
Cardenio – sztuka, o której wiadomo, że była wystawiana w Londynie w 1613 roku przez King’s Men. Jest przypisywana Williamowi Shakespeare’owi i Johnowi Fletcherowi. 
Nie jest znana treść tego utworu, wydaje się jednak, że może być oparta na postaci Cardenia z Don Kichota, którego tłumaczenie z 1612 roku było dostępne autorom. 
W 1990 roku grafolog Charles Hamilton po zobaczeniu tekstu utworu znanego jako The Second Maiden's Tragedy zidentyfikował ją jako Cardenia ze zmienionymi imionami postaci. Interpretacja ta nie jest uznawana przez badaczy zajmujących się badaniem prac Szekspira, jednak na tej podstawie niektóre teatry (np. w Los Angeles) zdecydowały się wystawić The Second Maiden's Tragedy pod szyldem Cardenio.